# Мельта, Серджо
Серджо Мельта (итал. Sergio Melta) — австралийский футболист, полузащитник; тренер.

## Биография
Серджо Мельта родился 16 марта 1954 года в пригороде Гленелг австралийского города Аделаида.
Занимался футболом в «Аделаида Сити», за который затем в 1977—1995 годах выступал на позиции полузащитника на протяжении всей карьеры. Провёл в чемпионате Австралии 446 матчей, забил 65 мячей. Трижды становился чемпионом страны (1986, 1992, 1994), три раза выигрывал Кубок Австралии (1977, 1989, 1992). В 1984 году был признан лучшим игроком чемпионата.
6 августа 1986 года провёл единственный в карьере матч за сборную Австралии. Мельта вышел в стартовом составе в товарищеском поединке против сборной Чехословакии в Аделаиде (0:1) и был заменён на 57-й минуте.
По окончании игровой карьеры стал тренером. В 2011—2012 годах возглавлял «Уэст Торренс Биркалла», выступавший в премьер-лиге Южной Австралии. В 2013 году был помощником главного тренера «Аделаиды Юнайтед» в чемпионате страны. В 2015 году возглавил «Уайт Сити», игравший в премьер-лиге Южной Австралии.

## Достижения

### Командные
«Аделаида Сити»
- Чемпион Австралии (3): 1986, 1991/92, 1993/94.
- Обладатель Кубка Австралии (3): 1977, 1988/89, 1991/92.

## Увековечение
В 1999 году был введён в Зал славы австралийского футбола.